# Blepharis pruinosa
Blepharis pruinosa är en akantusväxtart som beskrevs av Adolf Engler. Blepharis pruinosa ingår i släktet Blepharis och familjen akantusväxter. Inga underarter finns listade i Catalogue of Life.